# Chrysometa distincta
Chrysometa distincta là một loài nhện trong họ Tetragnathidae.
Loài này thuộc chi Chrysometa. Chrysometa distincta được miêu tả năm 1940 bởi Bryant.